# 大潟水と森公園
新潟県立大潟水と森公園（にいがたけんりつ おおがた みずともりこうえん）は、新潟県上越市大潟区潟町に所在する都市公園（広域公園）である。施設は新潟県が所有し、公益財団法人新潟県都市緑花センターが指定管理者として運営管理を行っている。

## 概要
2000年（平成12年）に開園した。「潟」を主役とし、その自然を守り、歴史文化を伝え、地域とともに育むことで、その魅力を最大限に引き出し、誰もが楽しく、親しめる公園を目指して、整備・運営がなされている。
園内はエントランスゾーン、歴史ゾーン、野鳥観察ゾーン、自然観察園ゾーン、お休み広場ゾーン、自然体験楽校ゾーン、潟の里ゾーンに分かれている。

### 公園内の施設
- 鵜ノ池
- 丸山古墳
- ふんすい広場
- 森の砦
- 展望台
- 炊事棟
  - 4月から11月の間、バーベキューを楽しむことができる（500円）。
- 休憩棟（潟!発見館）
- 駐車場

## 交通アクセス
公共交通
- JR信越本線 潟町駅から徒歩約20分
- 高速バス 潟町バスストップから徒歩約5分

車
- 北陸自動車道・柿崎ICから約8 km
- 北陸自動車道・大潟PA/スマートICから約4 km

## 周辺
- 鵜の浜温泉
- 朝日池（ため池百選）
- 米山水源カントリークラブ